# Isabella Summers
Isabella Janet Florentina Summers (Londra, 31 ottobre 1980) è una musicista, cantautrice e produttrice discografica britannica.
Salita alla ribalta in quanto tastierista e co-fondatrice  insieme a Florence Welch del gruppo musicale indie rock dei Florence and the Machine, negli anni ha progressivamente ridotto il proprio impegno con la band per dedicarsi alla produzione e scrittura di brani per artisti del calibro di Iggy Azalea, Ella Henderson, Flux Pavillion, Rita Ora e The Game e alla supervisione delle colonne sonore di vari film e serie televisive.

## Biografia
Isabella trascorre i primi nove anni della sua vita a Londra, dove si trova a lavorare come babysitter della sorella minore di Florence, Grace: è in questa occasione che le due si incontrano per la prima volta. In seguito i Summers si trasferiscono a Aldeburgh, nel Suffolk, dove Isabella frequenta la Woodbridge School e sviluppa nella sua adolescenza un interesse per la musica dovuto ai figli dei pescatori della zona, che «fumavano un sacco di erba ed ascoltavano hip-hop.»
Isabella ritorna poi a Londra per frequentare l'università, e consegue una laurea all'accademia delle Belle Arti "Central Saint Martins". Nel frattempo, acquista un set da DJ per imparare a remixare musica e trova impiego in lavoretti part-time come fattorina per Top of the Pops e assistente di Alan Parker. Collabora inoltre con Dan Greenpeace per il suo programma radiofonico All City Show trasmesso dell'emittente XFM London, esperienza che la porta a comprare il suo primo Music Production Center, che installa nella credenza del suo appartamento. Con l'aiuto di un amico apre quindi uno studio di registrazione in una fabbrica di materiali plastici dismessa, e comincia a fare hip-hop. In questo periodo, Isabella si incontra anche con Florence, che frequenta il Camberwell College of Arts.
Quando Isabella inizia a remixare canzoni della band Ludes, Florence visita assiduamente lo studio dell'amica, dato che a quel tempo la cantante era fidanzata con il chitarrista del gruppo, Matt Alchin: Isabella rimane impressionata dalle capacità canore della donna. Un giorno dunque, dato che Isabella voleva già da tempo iniziare a scrivere canzoni pop, le due decidono di formare un loro gruppo. Florence ed Isabella sviluppano subito una sintonia creativa basata sui brillanti testi della prima e sul forte senso del ritmo della seconda, che grazie al suo talento in campo di musica elettronica riceve il soprannome di «Machine». Questo porta le due ad esibirsi con il nome di Florence Robot/Isa Machine, che successivamente viene però accorciato in Florence and the Machine in quanto troppo lungo.

## Discografia

### Con i Florence and the Machine
- 2009 – Lungs
- 2011 – Ceremonials
- 2015 – How Big, How Blue, How Beautiful

### Con altri artisti
- Carly Connor – Tracks
- Dia Frampton – Bullseye
- Sam Sparro – 16 Shades of Grey
- Ivan Ink 'n' Isa – Lover's Kiss
- Ivan Ink 'n' Isa – Standing on a Hill
- Ivan Ink 'n' Isa – Caught in Symmetry
- Ivan Ink 'n' Isa – Silver or Lead
- Angel Haze – Rose Tinted Suicide
- Iggy Azalea – Trouble (ft. Jennifer Hudson)

### Remix
- Beyoncé – Countdown
- Beyoncé – End of Time
- Florence and the Machine – Cosmic Love (ft. Lexxx)
- Primary 1 – Princess
- WooWoos – Remember Me